# Opvaart (Sexbierum)
De Opvaart (Fries en officieel: Seisbierrumer Opfeart) is een opvaart bij Sexbierum in de gemeente Waadhoeke in het noordwesten van de provincie Friesland (Nederland).
De Opvaart loopt van de Sexbierumervaart naar Sexbierum met een zijtak door Sexbierum heen. Het kanaal is tweeënhalf kilometer lang. De Friese naam Seisbierrumer Opfeart geldt sinds 15 maart 2007 als de officiële naam. De opvaart wordt in het Nederlands ook wel Sexbierumeropvaart genoemd.

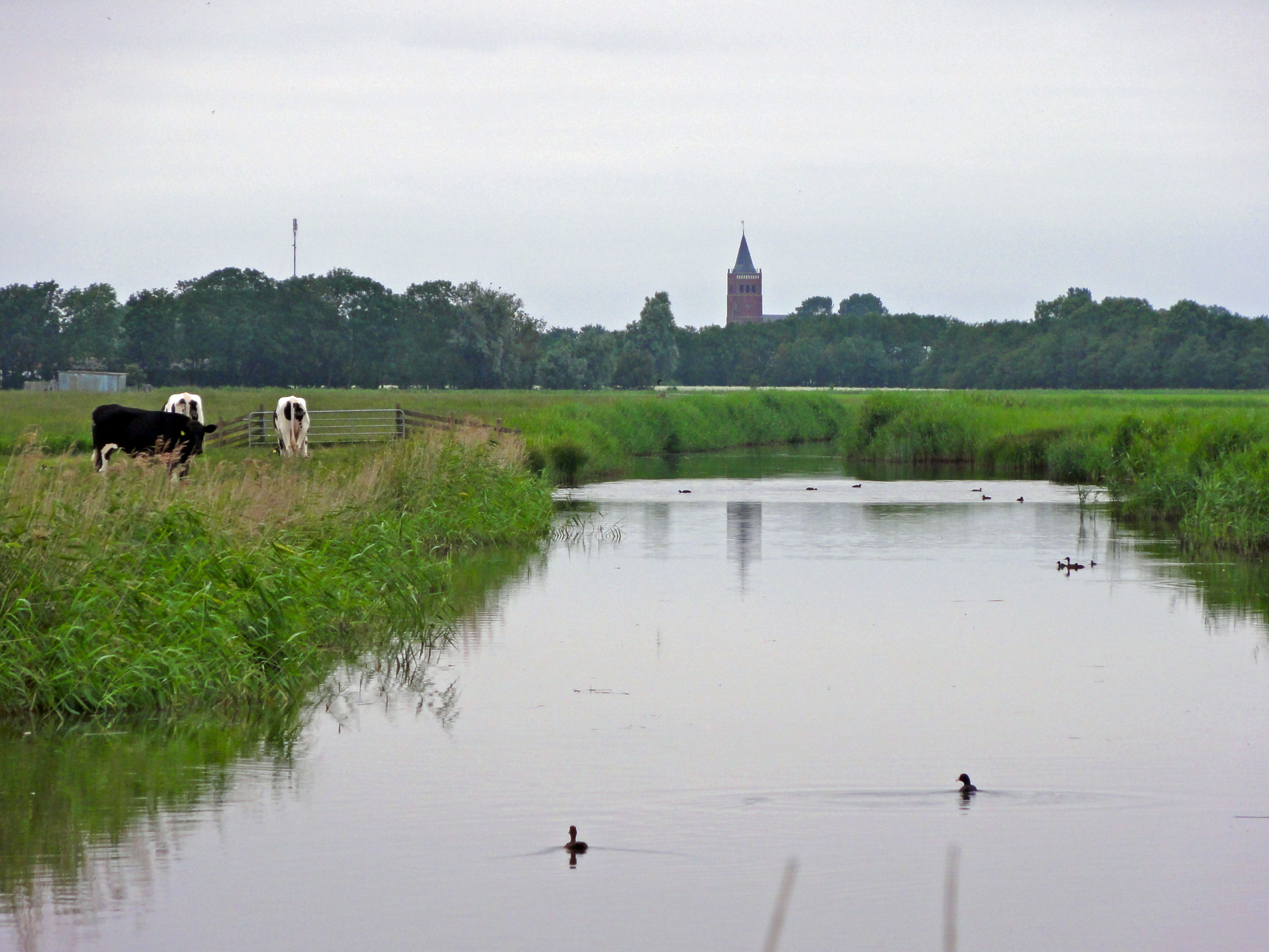
De Opvaart naar Sexbierum